# Chandra (Komory)
Chandra – miasto na Komorach, na wyspie Anjouan. Według danych szacunkowych na rok 2009 liczy 6 179 mieszkańców.